# Marne (Italie)
Pour les articles homonymes, voir Marne.
Marne (en bergamasque : Màren) est l'unique frazione de la commune de Filago, dans la province de Bergame, en Lombardie (Italie).

## Histoire
Marne est un petit village agricole d'origine ancienne et qui est le siège de la paroisse.
Le village fut annexé à la commune de Brembate di Sotto sur ordre de Napoléon Ier. Les Autrichiens annulent cette décision en 1815 et annexent le village au Royaume de Lombardie-Vénétie.
Après l'unification de l'Italie, la localité s'urbanise progressivement et compte alors quelque deux cents habitants.
Sous le régime fasciste, Filago est rattaché à la municipalité, puis, sous la République, grâce à son plus grand poids démographique, Filago devient le centre de la commune, réduisant Marne au rang de hameau (ou frazione).

## Lieux et monuments
- Église Saint-Barthélemy, du XIIe siècle.

## Personnalités liées à la commune
- Maurizio Malvestiti (1953-), évêque de Lodi depuis le 26 août 2014.